# Lijst van voetbalinterlands Armenië - Noord-Macedonië
Deze lijst van voetbalinterlands is een overzicht van alle officiële voetbalwedstrijden tussen de nationale teams van Armenië en Noord-Macedonië, dat tussen 1991 en 2019 de naam Macedonië voerde. De landen speelden tot op heden vijftien keer tegen elkaar. De eerste ontmoeting tussen beide teams, een kwalificatiewedstrijd voor het Europees kampioenschap voetbal 1996, was op 10 mei 1995 in Jerevan. Het laatste duel, een groepswedstrijd tijdens de UEFA Nations League 2024/25, werd gespeeld in de Armeense hoofdstad op 13 oktober 2024.

## Wedstrijden
| №  | Plaats   | Datum             | Competitie                  | Wedstrijd                 | Uitslag |
| -- | -------- | ----------------- | --------------------------- | ------------------------- | ------- |
| 1  | Jerevan  | 10 mei 1995       | EK 1996 kwalificatie        | Armenië – Macedonië       | 2 – 2   |
| 2  | Skopje   | 6 september 1995  | EK 1996 kwalificatie        | Macedonië – Armenië       | 1 – 2   |
| 3  | Skopje   | 18 augustus 2004  | WK 2006 kwalificatie        | Macedonië – Armenië       | 3 – 0   |
| 4  | Jerevan  | 4 juni 2005       | WK 2006 kwalificatie        | Armenië − Macedonië       | 1 − 2   |
| 5  | Skopje   | 7 september 2010  | EK 2012 kwalificatie        | Macedonië − Armenië       | 2 − 2   |
| 6  | Jerevan  | 7 oktober 2011    | EK 2012 kwalificatie        | Armenië − Macedonië       | 4 − 1   |
| 7  | Skopje   | 9 september 2018  | UEFA Nations League 2018/19 | Macedonië − Armenië       | 2 − 0   |
| 8  | Jerevan  | 16 oktober 2018   | UEFA Nations League 2018/19 | Armenië − Macedonië       | 4 − 0   |
| 9  | Skopje   | 5 september 2020  | UEFA Nations League 2020/21 | Noord-Macedonië − Armenië | 2 − 1   |
| 10 | Nicosia  | 18 november 2020  | UEFA Nations League 2020/21 | Armenië − Noord-Macedonië | 1 − 0   |
| 11 | Skopje   | 2 september 2021  | WK 2022 kwalificatie        | Noord-Macedonië – Armenië | 0 − 0   |
| 12 | Jerevan  | 11 november 2021  | WK 2022 kwalificatie        | Armenië − Noord-Macedonië | 0 − 5   |
| 13 | Strumica | 17 oktober 2023   | Vriendschappelijk           | Noord-Macedonië − Armenië | 3 − 1   |
| 14 | Skopje   | 10 september 2024 | UEFA Nations League 2024/25 | Noord-Macedonië − Armenië | 2 − 0   |
| 15 | Jerevan  | 13 oktober 2024   | UEFA Nations League 2024/25 | Armenië − Noord-Macedonië | 0 − 2   |

## Samenvatting
| Competitie          | Totaal gespeeld | Winst Armenië | Gelijk | Winst Noord-Macedonië | Doelsaldo Armenië – Noord-Macedonië |
| ------------------- | --------------- | ------------- | ------ | --------------------- | ----------------------------------- |
| WK-kwalificatie     | 4               | 0             | 1      | 3                     | 1 − 10                              |
| EK-kwalificatie     | 4               | 2             | 2      | 0                     | 10 − 6                              |
| UEFA Nations League | 6               | 2             | 0      | 4                     | 6 − 8                               |
| Vriendschappelijk   | 1               | 0             | 0      | 1                     | 1 − 3                               |
| Totaal              | 15              | 4             | 3      | 8                     | 18 − 27                             |

Wedstrijden bepaald door strafschoppen worden, in lijn met de FIFA, als een gelijkspel gerekend.